# Igreja estatal do Império Romano

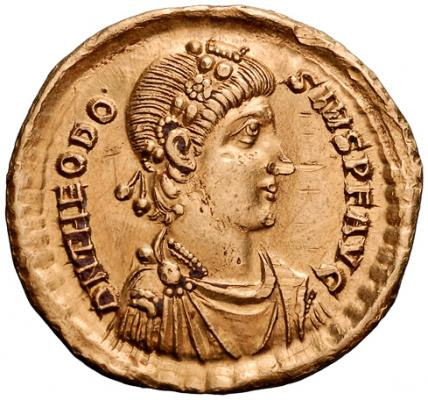
, que fez do Cristianismo niceno a Igreja estatal do Império Romano.

A Igreja estatal do Império Romano foi fundada em 27 de fevereiro de 380 através do Édito de Tessalônica, no qual o Imperador Teodósio I fez, do cristianismo niceno, a única religião autorizada em todo o Império. Ao contrário de Constantino, que, com o Édito de Milão (313), havia estabelecido a tolerância ao cristianismo sem colocá-lo acima de outras religiões, e cujo envolvimento nos assuntos da fé chegava a ponto de convocar concílios de bispos nos quais ele presidia as reuniões, mas sem determinar a doutrina sozinho, Teodósio estabeleceu uma única doutrina cristã, que ele especificou como sendo a professada pelo papa Dâmaso I e o papa Pedro II de Alexandria, como a religião oficial estatal.
No início do século IV, depois da perseguição de Diocleciano e da controvérsia donatista que surgiu depois, Constantino convocou concílios de bispos cristãos para definir uma fé "ortodoxa" ou correta, ampliando o que já estava estabelecido pelos concílios anteriores. Diversos deles foram realizados durante os séc. IV e V, provocando disputas e cismas, incluindo o cisma ariano, o cisma nestoriano e o cisma miafisista. No século V, o Império Romano do Ocidente ruiu, Roma foi saqueada por duas vezes, em 410 e 455 e Rômulo Augusto, o último Imperador Romano do Ocidente, foi forçado por Odoacro a abdicar em 476. Porém, com exceção das deserções já citadas no oriente, a Igreja permaneceu viva como instituição na forma da comunhão, tensa, entre o ocidente e o oriente. No século VI, Justiniano I recuperou a Itália e outras partes do Mediterrâneo, o que levou ainda a outro saque a Roma, em 546. O Império logo perdeu todas estas conquistas, mas manteve Roma, incorporada ao Exarcado de Ravena, até 751. As conquistas muçulmanas do século VII iniciariam um processo de conversão da maior parte do mundo cristão na Ásia ocidental e no norte da África ao islamismo, enfraquecendo muito tanto o Império Bizantino quanto sua Igreja. A atividade missionária liderada a partir de Constantinopla não levou a uma expansão significativa do poder da Igreja estatal imperial, pois as regiões fora do controle político e militar do Império criaram suas próprias Igrejas estatais, como foi o caso da Igreja Búlgara em 919.
Justiniano definitivamente criou uma forma de cesaropapismo acreditando "ter o direito e o dever de regulamentar com suas leis os mínimos detalhes da disciplina e do culto e também de ditar as opiniões teológicas que deveriam ser defendidas pela Igreja". Ele definiu os bispos de Roma, Constantinopla, Alexandria, Antioquia e Jerusalém como líderes da Igreja imperial, sob o nome de Pentarquia. Nesta época, a Igreja estatal já havia sofrido com a secessão definitiva das Igrejas que hoje formam a Ortodoxia oriental (durante a controvérsia monofisista), enquanto o cristianismo ocidental estava completamente sujeito às leis e costumes de nações que não tinham compromisso nenhum com o Imperador. Os papas de origem oriental, nomeados ou pelo menos confirmados pelo Imperador, entendiam que ele era também seu senhor político, mas se recusavam a aceitar sua autoridade em assuntos religiosos ou a de concílios convocados por ele como o caso de Hieria. O Papa Gregório III (r. 731-741) foi o último a pedir ao governante bizantino que ratificasse sua eleição. Com a coroação de Carlos Magno no Natal de 800 como Imperator Romanorum pelo seu aliado, o Papa Leão III, a separação política que de facto entre ocidente e oriente se tornou irrevogável e a Igreja no ocidente claramente deixou de fazer parte da Igreja estatal do Império Romano. Espiritualmente, a Igreja Calcedoniana, como uma comunhão mais ampla que a Igreja estatal, continuou a persistir como uma entidade unificada, pelo menos em teoria, até o Grande Cisma, que quebrou esta comunhão na excomunhão mútua entre Roma e Constantinopla em 1054. Onde o poder do Imperador ainda permanecia, a Igreja Estatal reverteu para uma forma de cesaropapismo até ser finalmente extinta na Queda de Constantinopla em 1453.
As atividades missionárias ocidentais criaram uma comunhão de Igrejas que ia além das fronteiras do Império e que pré-datava a criação da Igreja estatal. A obliteração dessas fronteiras pelos povos germânicos e uma explosão de atividades missionárias entre eles — que não tinham ligações diretas com o Império Romano do Oriente, e entre os povos celtas, que nunca tinham sido parte do Império Romano, fomentaram a ideia de uma Igreja universal desassociada de qualquer Estado em particular. Por outro lado, "na visão romana do oriente ou bizantina, quando o Império Romano se tornou cristão, a perfeita ordem mundial desejada por Deus havia sido alcançada: um império universal era soberano e concomitante com ele existia uma Igreja universal" e a Igreja estatal se fundiu psicologicamente com o Império de tal forma que, na época da queda em 1453, muitos bispos tinham dificuldade de conceber o cristianismo sem o Imperador.
Autores modernos se referem a esta Igreja estatal de formas variadas: como "Igreja católica", "Igreja ortodoxa", "Igreja imperial", "Igreja imperial romana" ou "Igreja bizantina". É importante lembrar que alguns destes termos têm também significados mais amplos, fora do âmbito do Império Romano, como é o caso dos dois primeiros. O legado da Igreja estatal romana continua vivo, direta ou indiretamente, nas modernas Igreja Católica, Igreja Ortodoxa e outras, como a Comunhão Anglicana.

## História

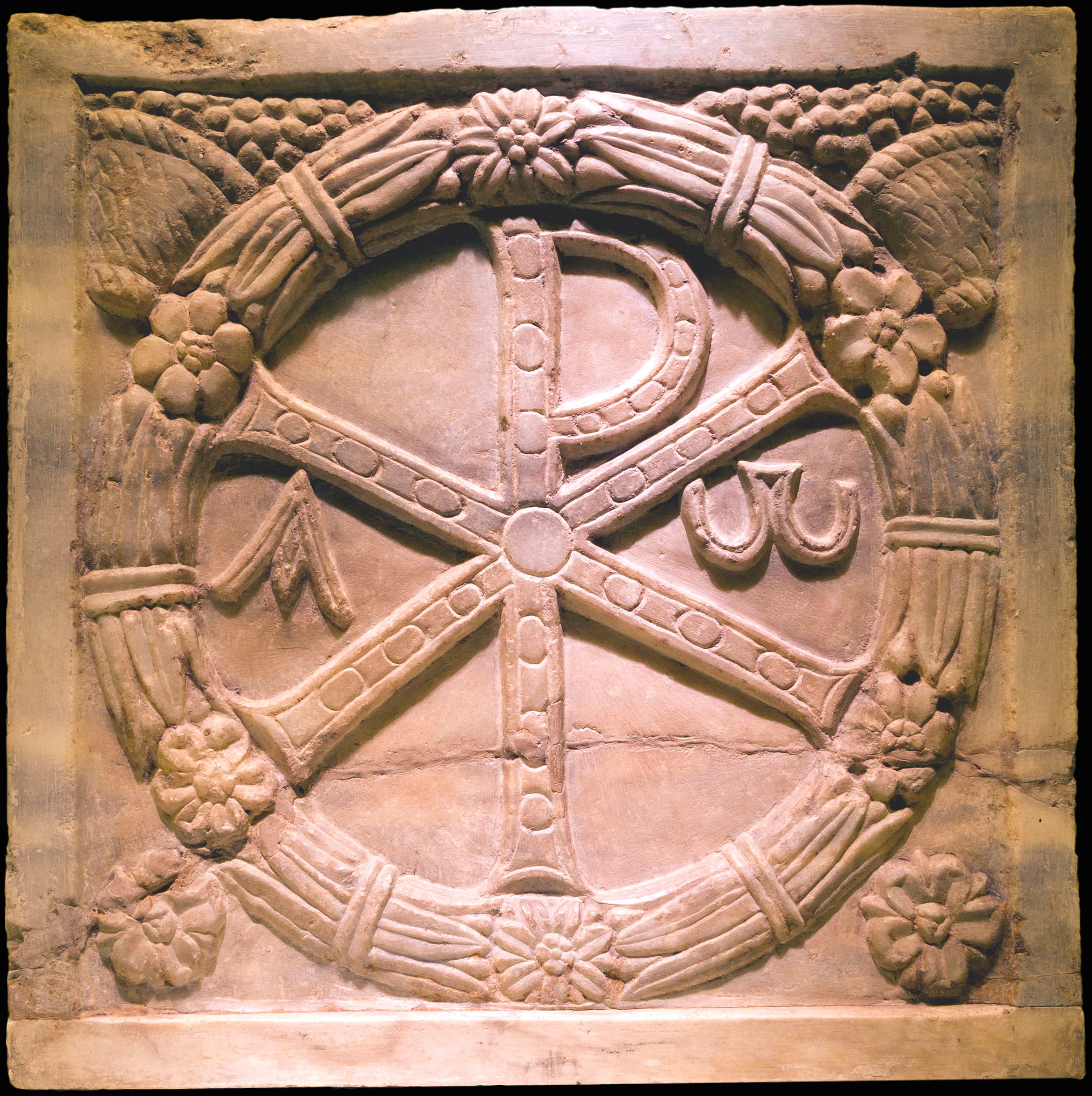
Monograma de Cristo (Chi Rho) numa placa de um sarcófago do séc. IV d.C., mármore, Musei Vaticani, em exposição temporária no Coliseu de Roma, Itália

### Relações com o estado durante o cristianismo primitivo
Antes do final do século I, as autoridades romanas reconheceram o cristianismo como um religião distinta do judaísmo. Esta distinção, provavelmente já existente na prática na época do Grande Incêndio de Roma (64), foi oficializada pelo imperador Nerva por volta de 98 ao conceder aos cristãos isenção do pagamento do Fiscus Iudaicus, o imposto anual cobrado dos judeus. Plínio, o Jovem, quando era propretor na Bitínia em 103, assume em suas correspondências com Trajano que, por não pagarem este imposto, os cristãos não eram judeus.
Tendo em vista que pagar os impostos era uma das formas que os judeus demonstravam boa vontade e lealdade para com o império, os cristãos tiveram que negociar suas próprias alternativas para evitar a participação no culto imperial. A recusa em adorar os deuses romanos e de homenagear o divino imperador resultou, em muitas ocasiões, em perseguições e martírios. O Padre da Igreja Tertuliano, por exemplo, tentou argumentar que o cristianismo não era inerentemente traidor e que os cristãos poderiam oferecer suas próprias formas de oração pelo bem-estar do imperador.
O cristianismo se espalhou especialmente nas regiões orientais do império e para além de suas fronteiras. No ocidente, a expansão foi relativamente limitada num primeiro momento, mas importantes comunidades cristãos emergiram em Roma, Cartago e em outros centros urbanos, tornando o cristianismo, no final do século III, a fé dominante em algumas. Os cristãos representavam por volta de 10% da população romana em 300 de acordo com algumas estimativas.
Em 301, o Reino da Armênia, que Roma considerava um reino cliente de jure, mas que era de facto parte do Império Parta (a dinastia reinante era de origem parta), se tornou a primeira nação a adotar o cristianismo como sua igreja estatal.

### Fundação e primeiras controvérsias
| Comunhão                                       | Principais Igrejas                                                                               | Principais centros                                                                                      |
| ---------------------------------------------- | ------------------------------------------------------------------------------------------------ | --- |
| Cristianismo calcedoniano (depois de 451)      | Igreja Imperial Romana Igrejas ocidentais não imperiais Igreja Georgiana Igreja Maronita[21][22] | Roma, Alexandria, Antioquia, Constantinopla, Reinos na Geórgia (Cólquida e Reino da Ibéria) Fenícia[23] |
| Nestorianismo (depois de 431)                  | Igreja Persa                                                                                     | Síria, Império Sassânida (Pérsia)[24]                                                                   |
| Miafisismo (depois de 451)                     | Igreja Armênia Igreja Copta Igreja Siríaca Igreja Etíope                                         | Armênia, Síria, Egito[25]                                                                               |
| Donatismo (praticamente extinto depois de 411) |                                                                                                  | Norte da África[26]                                                                                     |
| Arianismo                                      |                                                                                                  | maior parte do Império Romano do Oriente até 380 Tribos góticas[27]                                     |
Em 311, o moribundo imperador Galério encerrou a perseguição de Diocleciano — que acredita-se ter sido instigada por ele — e,, em 313, o imperador Constantino fez publicar o Édito de Milão que concedia aos cristãos e outros crentes "o direito de observar livre e abertamente sua fé".
Constantino começou a utilizar símbolos cristãos como o Chi-Rho logo no início de seu reinado, mas ainda encorajava as práticas religiosas tradicionais romanas, incluindo a devoção do Sol Invicto. Em 330, ele fundou a cidade de Constantinopla como sua nova capital para o império e ela se tornaria, no futuro, o principal centro intelectual e cultural do mundo cristão.
Durante o século IV, a cristandade foi consumida por debates sobre o que seria "ortodoxo", ou seja, quais doutrinas religiosas seriam as corretas. No início do século, um grupo no norte da África, chamado posteriormente de donatistas, que acreditava numa interpretação bastante rígida do cristianismo que excluía todos os fieis que haviam abandonado a fé ou entregado livros sagrados aos romanos durante a perseguição de Diocleciano, criaram uma crise no império.
Um sínodo ou concílio foi realizado em Roma em 313, seguido de outro em Arles em 314, este último presidido por Constantino, que era ainda o imperador júnior na ocasião (vide Tetrarquia). Estes sínodos determinaram que a fé donatista era uma heresia e, quando os donatistas se recusaram a abandoná-la, Constantino lançou a primeira campanha de perseguição de cristãos por cristãos, iniciando assim a interferência imperial na teologia cristã. Porém, durante o reinado do imperador Juliano, o Apóstata, os donatistas, que já havia trinta anos eram a maioria dos fieis nas províncias do norte da África, receberam permissão oficial para continuarem existindo.

#### Debates entre os cristãos
Todos os cristãos do império, acadêmicos e leigos, se envolveram cada vez mais em debates sobre cristologia, ou seja, o estudo de Cristo. As opiniões variavam da crença de que Jesus era inteiramente humano (ebionismo) à inversa, de que ele seria inteiramente divino (docetismo). O debate mais persistente se deu entre os homoousianos (também chamados de atanasianos), que acreditavam que o Pai e o Filho compartilhavam da mesma substância, desde sempre, a visão que fora adotada no concílio convocado por Constantino em Niceia em 325, e os homoiousianos (arianos), que acreditavam que o Pai era maior que o Filho e cujas diversas subdivisões ensinavam variadas formas de similaridade entre os dois. Os imperadores, da mesma forma, também se envolveram nas disputas da igreja, cada vez mais dividida.
Constantino estava dividido (inclusive sobre sua fé cristã), mas, na maior parte das vezes, apoiou o grupo de Atanásio, embora tenha sido batizado pelo bispo ariano Eusébio de Nicomédia. Seu sucessor, Constâncio II, apoiava uma posição semi-ariana enquanto que Juliano, o Apóstata, tentou reverter completamente para a religião pagã tradicional, mas seu plano foi frustrado pelo seu sucessor, Joviano, um atanasiano.
Um concílio em Rimini em 359 apoiou os arianos e um outro, em Constantinopla em 360, chegou numa solução de compromisso entre atanasianos e arianos (vide semi-arianismo), uma derrota para os ortodoxos. Finalmente, o  Concílio de Constantinopla de 381, convocado pelo imperador Teodósio I, reafirmou a visão nicena (atanasiana) e rejeitou os arianos. Este concílio refinou ainda mais a definição de ortodoxia publicando, de acordo com a tradição, o credo niceno-constantinopolitano.
Em 27 de fevereiro do ano anterior, Teodósio havia estabelecido, com o Édito de Tessalônica, o cristianismo do Primeiro Concílio de Niceia como a religião estatal oficial do império, reservando para seus seguidores o título de "cristãos católicos" e declarando que os que não seguissem a religião ensinada pelo papa Dâmaso I de Roma e pelo papa Pedro II de Alexandria deveriam ser chamados de heréticos:
| “ | É nosso desejo que todas as diversas nações que são sujeitas à nossa clemência e moderação devam continuar a professar a religião que foi dada aos romanos pelo divino apóstolo Pedro, como preservada pela tradição dos fieis, e que é agora professada pelos pontífices Dâmaso e Pedro, bispo de Alexandria, um homem de santidade apostólica. De acordo com a doutrina apostólica e a doutrina do Evangelho, acreditemos em uma divindade do Pai, do Filho e do Espírito Santo, em igual majestade e em Santíssima Trindade. Autorizamos os seguidores desta lei a assumir o título de cristãos católicos; mas os demais, uma vez que, em nosso julgamento, são loucos e tolos, decretamos que sejam marcados com o ignominioso nome de heréticos e que não tenham a pretensão de dar aos seus conventículos o nome de igreja. Eles sofrerão em primeiro lugar o castigo da divina condenação e, em segundo, a punição de nossa autoridade que, de acordo com a vontade do Céu, decidamos infligir. | ” |
|   | — Édito de Tessalônica. |   |

Em 391, Teodósio fechou todos os templos "pagãos" (não cristãos e não judeus) e formalmente proibiu o culto pagão.

### Antiguidade Tardia

Mudanças na extensão do Império Bizantino. 476 - Fim do Império Romano do Ocidente; 550 - Conquistas de Justiniano I; 717 - Ascensão de ; 867 - Ascensão de ; 1025 - Morte de Basílio II Bulgaróctono; 1095 - Vésperas da Primeira Cruzada; 1170 - Sob Manuel I Comneno; 1270 - Sob Miguel VIII Paleólogo; 1400 - Antes da Queda de Constantinopla.

No final do século IV, o Império Romano já estava efetivamente dividido em dois estados independentes, embora a economia e a Igreja, que acabara de ser transformada em estatal, ainda estivessem fortemente inter-relacionadas. As duas metades do império sempre tiveram diferenças culturais, exemplificadas principalmente pelo amplo uso do grego no oriente e seu uso muito mais limitado no ocidente (o grego, assim como o latim, eram utilizados no ocidente, mas apenas este era falado pela população).
Na época da fundação da igreja estatal no final do século IV, os acadêmicos no ocidente já haviam abandonado o uso do grego em favor do latim. Mesmo a Igreja de Roma, onde o grego vinha sendo utilizado na liturgia por mais tempo do que nas províncias, abandonou o grego. A Vulgata de Jerônimo começou também a substituir as traduções latinas mais antigas da Bíblia.
O século V veria ainda mais rupturas na igreja estatal do Império Romano. O imperador Teodósio II convocou dois sínodos em Éfeso, o primeiro em 431 e o outro em 449. O primeiro deles condenou os ensinamentos do arcebispo de Constantinopla Nestório e o segundo defendeu os ensinamentos monofisistas do arquimandrita Eutiques contra o arcebispo Flaviano de Constantinopla.
Nestório era contra o uso de Teótoco ("portadora de Deus"), um título que vinha se popularizando entre os orientais para se referir a Maria, e, para contê-lo, ensinava que as naturezas divina e humana de Cristo eram pessoas distintas e, portanto, Maria seria mãe de Jesus, mas não a "mãe de Deus", dando a entender que Jesus seria mais humano que divino. Eutiques, na outra ponta do espectro teológico, ensinava que havia em Cristo apenas uma única natureza, divina e diferente da encontrada nos demais seres humanos. O Primeiro Concílio de Éfeso rejeitou as ideias de Nestório, o que fez com que algumas das igrejas centradas na Escola de Edessa, uma cidade na fronteira sassânida do império, se separassem (veja cisma nestoriano).
Perseguidos no Império Romano, muitos nestorianos fugiram para o Império Sassânida e se juntaram à Igreja Persa (a futura Igreja do Oriente). O Segundo Concílio de Éfeso defendeu a visão de Eutiques, mas foi desautorizado dois anos depois pelo Concílio de Calcedônia, convocado pelo imperador Marciano. A rejeição da doutrina calcedoniana provocou a saída da igreja estatal da maioria dos cristãos no Egito e muitos no Levante, que preferiam a teologia miafisista (uma forma atenuada do monofisismo defendido por Eutiques, mas ainda assim diferente do diafisismo calcedoniano).
Assim, além de perder todo o ocidente, a igreja estatal sofreu uma forte diminuição também no oriente já no seu primeiro século de vida. Os que defendiam a doutrina do Concílio de Calcedônia ficaram conhecidos em língua siríaca como melquitas, a "igreja imperial", seguidores do "imperador" (em siríaco:  malka). Este cisma resultou numa comunidade independente de igrejas que inclui a Egípcia, Siríaca, Etíope e a Armênia e é conhecida atualmente como Ortodoxia Oriental. Apesar destes cismas, porém, a igreja imperial ainda representava a maioria dos cristãos dentro do cada vez menor Império Romano.

#### Fim do Império Romano do Ocidente
No século V, o Império Romano do Ocidente rapidamente decaiu e já não existia mais no final do século. No espaço de umas poucas décadas, as tribos germânicas, principalmente os godos e vândalos, conquistaram as províncias ocidentais. Roma foi saqueada em 410 e em 455 e seria novamente no século seguinte, em 546.
Em 476, o líder militar Odoacro conquistou a Itália e depôs o último imperador do ocidente, Rômulo Augusto, mas ainda se manteve, nominalmente, sob a autoridade de Constantinopla. As tribos germânicas, arianas, criaram suas próprias igrejas, com bispos distintos da estrutura estatal, nas províncias ocidentais, mas eram geralmente tolerantes com os que escolhessem permanecer em comunhão com a igreja estatal.
Em 533, o imperador Justiniano I lançou uma campanha militar para reconquistar as províncias ocidentais dos germânicos arianos, começando com o norte da África e seguindo para a Itália. Seu sucesso em recapturar a maior parte do Mediterrâneo ocidental foi, contudo, temporário. A maior parte dos ganhos se perdeu, mas Roma, como parte do Exarcado de Ravena, se manteve até 751.
Justiniano definitivamente criou uma forma de cesaropapismo acreditando "ter o direito e o dever de regulamentar com suas leis os mínimos detalhes da disciplina e do culto e também de ditar as opiniões teológicas que deveriam defendidas pela Igreja". De acordo com um verbete em Liddell & Scott, o termo "ortodoxo" ocorre pela primeira vez no Código de Justiniano: "Ordenamos que todas as igrejas católicas, por todo o mundo, sejam colocadas sob o controle dos bispos ortodoxos que abraçaram o credo niceno.".
Já no final do século VI, a igreja estatal imperial estava firmemente ligada ao governo imperial, enquanto o cristianismo ocidental estava majoritariamente sujeito às leis e costumes de várias nações que não tinham compromisso nenhum com o imperador.

### Patriarcados no Império Romano do Oriente

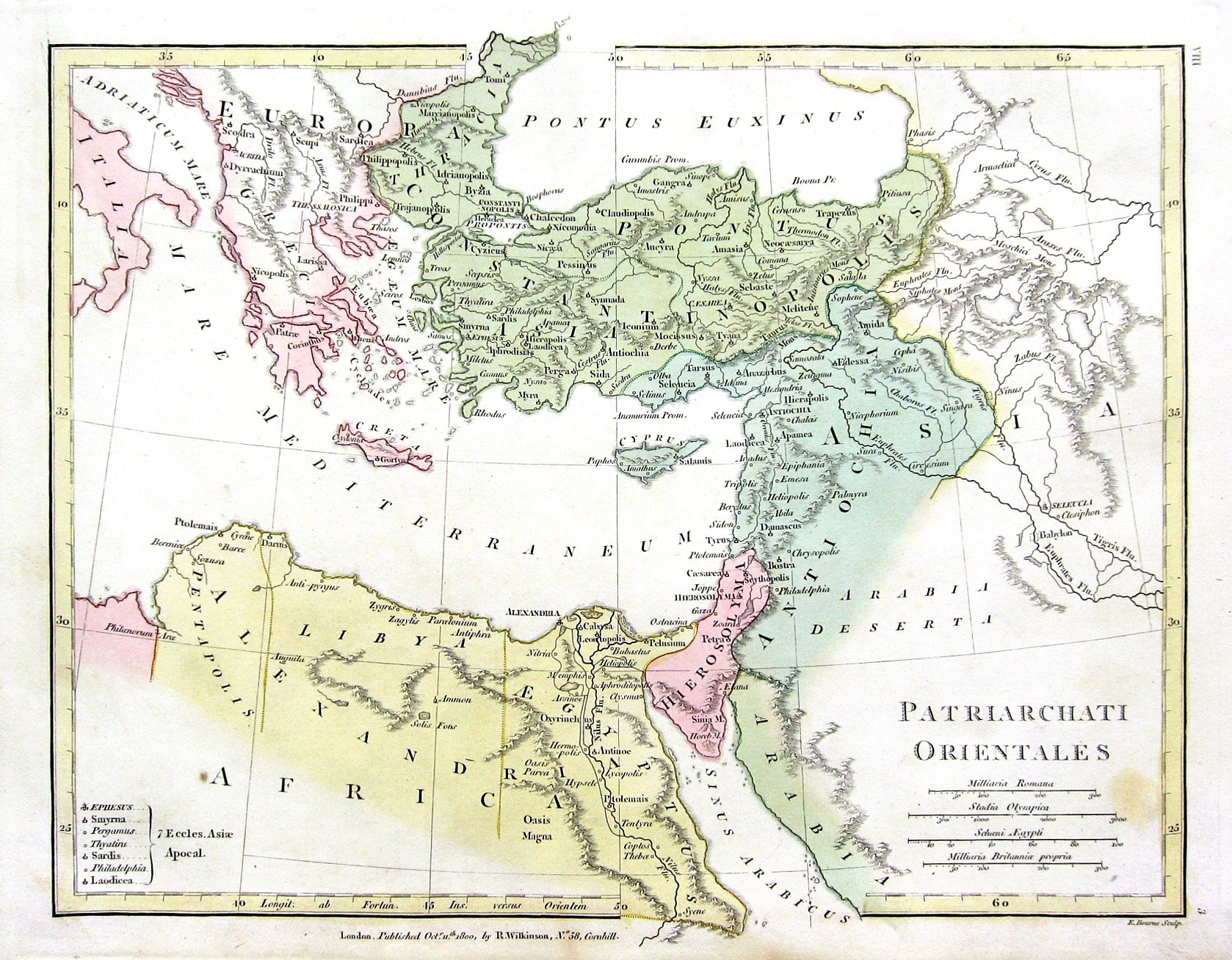
Mapa de 1800 mostrando o território de cada um dos patriarcados orientais da pentarquia: amarelo - Alexandria; vermelho - Jerusalém; verde claro - Antioquia; verde escuro - Constantinopla. Todo o ocidente era jurisdição de Roma.

O imperador Justiniano I designou a cinco sés, Roma, Constantinopla, Alexandria, Antioquia e Jerusalém, uma autoridade eclesiástica superior e, em conjunto, suas jurisdições abarcavam todo o seu império. O Primeiro Concílio de Niceia, em 325, reafirmou que o bispo de uma capital provincial, chamado bispo metropolitano, tinha uma certa autoridade sobre os demais bispos da província. Mas ele também reconheceu a existência de uma autoridade supra-metropolitana nas sés de Roma, Alexandria e Antioquia e concedeu um reconhecimento especial a Jerusalém.
Constantinopla foi adicionada à lista no Primeiro Concílio de Constantinopla (381) e recebeu inicialmente autoridade somente sobre a Trácia. Através de um cânone de validade contestada, o Concílio de Calcedônia (451) colocou as províncias da Ásia e do Ponto, que juntas compunham a Anatólia, sob a jurisdição de Constantinopla, mesmo tendo a autonomia delas sido reconhecida no concílio de 381.
Roma jamais reconheceu essa pentarquia de cinco sés como constituindo a liderança da igreja estatal. Ela defendia que, de acordo com o Primeiro Concílio de Niceia, apenas as três sés "petrinas" — Roma, Alexandria e Antioquia — tinham alguma função patriarcal de fato. Os cânones do Concílio Quinisexto, de 692, que sancionaram o decreto de Justiniano, igualmente jamais foram aceitos no ocidente.
As conquistas muçulmanas dos territórios dos patriarcados de Alexandria (Egito), Antioquia e Jerusalém (Síria), cujos habitantes cristãos (monofisistas) já haviam, de qualquer forma, sido perdidos para a igreja estatal (calcedoniana) depois do Concílio de Calcedônia, deixaram sobrando apenas dois patriarcados efetivos: Roma e Constantinopla. Então, em 740, o Imperador Leão III, o Isauro, reagiu à resistência papal à sua política iconoclasta transferindo a jurisdição de Roma para Constantinopla, deixando ao Papa apenas uma minúscula porção do império.
O Patriarca de Constantinopla já vinha adotando o título de "patriarca ecumênico", o que deixava claro como ele entendia sua posição no oikoumene, o mundo cristão: idealmente liderado pelo imperador e pelo patriarca que reinavam na capital imperial. Desta forma e também sob influência do modelo imperial de governança da igreja estatal, na qual "o imperador se torna o órgão executivo de fato da igreja universal", o modelo da pentarquia regrediu para uma monarquia encabeçada pelo Patriarca de Constantinopla.

### Ascensão do islã

Era dos Califas
Expansão durante a época de Maomé, 622-632
Expansão durante o Califado Ortodoxo, 632-661
Expansão durante o Califado Omíada, 661-750

O Califado Ortodoxo, sob a bandeira do islã, começou a se expandir a partir da Arábia no século VII, enfrentando os bizantinos pela primeira vez em 634. Bizantinos e persas sassânidas estavam esgotados por décadas de guerra entre si e, já no final do século VIII, o Califado Omíada (sucessor do califado Ortodoxo) havia conquistado toda Pérsia e a maior parte do território bizantino, incluindo o Egito, a Palestina e a Síria.
Num átimo, a maior parte do mundo cristão estava agora sob o jugo muçulmano. Nos séculos seguintes, estados islâmicos se tornariam os mais poderosos do mundo mediterrâneo.
Embora a igreja estatal reivindicasse para si a autoridade religiosa sobre os cristãos do Egito e do Levante, a realidade era que a maioria dos cristãos destas regiões já eram miafisistas e membros de outras seitas que havia muito vinham sendo perseguidas por Constantinopla. Os novos governantes muçulmanos, por outro lado, ofereciam tolerância religiosa para os cristãos de qualquer seita. Além disso, os súditos do califado podiam ser aceitos como muçulmanos simplesmente declarando-se fieis a uma única divindade cujo profeta era Maomé (a shahada). Como consequência, os povos do Egito, Palestina e Síria aceitaram em massa seus novos senhores e muitos se declararam muçulmanos no espaço de poucas gerações.
A expansão muçulmana continuou posteriormente em outras partes da Europa, particularmente na Península Ibérica (veja al-Andalus).

### Expansão do cristianismo na Europa
Durante o século IX, o imperador em Constantinopla encorajou expedições missionárias nas nações vizinhas, incluindo o califado muçulmano e os turcos cazares. Em 862, ele enviou os santos Cirilo e Metódio para pregar aos eslavos da Grande Morávia. Na época, a maior parte da população eslava da Bulgária já era cristã e o próprio tsar Bóris I foi batizado em 864. A Sérvia era considerada cristã já em 870. No início de 867, o patriarca de Constantinopla Fócio escreveu que o cristianismo havia sido aceito pela Rússia de Quieve, um povo que, contudo, só seria totalmente cristianizado no século seguinte.
Destes, a Igreja da Grande Morávia escolheu de imediato se ligar com Roma e não com Constantinopla: os missionários enviados para lá se aliaram ao papa durante o cisma de Fócio (863-867). Depois de vitórias decisivas contra os bizantinos em Anquíalo e Catasirtas, a Bulgária declarou sua igreja autocéfala e a elevou ao status de patriarcado, uma autonomia reconhecida em 927 por Constantinopla, mas abolida pelo imperador Basílio II Bulgaróctono ("matador de búlgaros") depois de sua conquista bizantina da Bulgária.
Na Sérvia, que se tornou um reino independente no início do século XIII, Estêvão Uresis IV, depois de conquistar grande parte do território bizantino na Europa e de assumir o título de tsar, elevou o arcebispo sérvio ao status de patriarca em 1346, uma posição que ele manteve até a conquista do Império Bizantino pelos turcos otomanos. Por fim, nenhum imperador bizantino jamais governou os cristãos da Rússia.
A expansão da igreja no ocidente e no norte da Europa começou muito mais cedo, com a conversão dos irlandeses no século V, dos francos no final do mesmo século, dos visigodos arianos da Espanha (Reino Visigótico) algum tempo depois e dos ingleses no final do século VI. Na época das missões bizantinas à Europa central e oriental, a Europa ocidental cristã, apesar de ter perdido quase toda a Espanha para o islã, já abrangia a Germânia e parte da Escandinávia e, com exceção do sul da Itália, era independente do Império Bizantino e já era havia muitos séculos.
Esta situação fomentou a ideia de uma igreja universal não ligada a estado nenhum em particular e da qual a igreja estatal do Império Romano seria apenas parte. Muito antes da derrocada do Império Bizantino, a região da poloneses, húngaros e outros povos da europa eram parte de uma igreja que de forma alguma se enxergava como parte da igreja estatal imperial e que, depois do Grande Cisma do Oriente, já não estava em comunhão com ela.

### Grande Cisma do Oriente (1054)
Em 751, com a derrota e a morte do último exarca de Ravena e o fim do Exarcado, Roma deixou de ser parte do Império Bizantino. Forçados a buscar proteção em outro lugar, os papas se voltaram para os francos e, com a coroação de Carlos Magno por Leão III no Natal de 800, transferiram sua lealdade para um imperador rival. Mais claramente do que antes, a igreja do ocidente, ainda em comunhão com a igreja estatal do Império Bizantino, não era mais parte dela. Disputas entre a sé de Roma, que reivindicava autoridade sobre todas as demais sés, e a de Constantinopla, que não tinha rival no âmbito do império, culminaram, talvez inevitavelmente, na mútua excomunhão de 1054.
A comunhão com Constantinopla foi rompida por todos os cristãos europeus com exceção dos que ainda eram governados pelo império (incluindo os búlgaros e sérvios) e a fragilizada Rússia de Quieve, que estavam organizados numa sé metropolitana do patriarcado de Constantinopla. Esta igreja (que se tornaria a Igreja Ortodoxa Russa) só se tornaria independente em 1448, apenas cinco anos antes da extinção do império, depois da qual as autoridades turcas incluiriam todos os súditos cristãos, independente da etnia, num único millet encabeçado pelo patriarca de Constantinopla.
Os ocidentais que criaram os estados cruzados na Grécia e no Oriente Médio nomearam patriarcas e outros hierarcas latinos (ocidentais), realizando concreta e permanentemente o cisma. Esforços foram feitos em 1247 (a "União das Igrejas" do Segundo Concílio de Lyon) e em 1439 (a "União de Florença" no Concílio de Florença) para reunir o ocidente e o oriente, mas os acordos alcançados pelas delegações participantes e pelo imperador foram posteriormente rejeitados pela vasta maioria dos cristãos bizantinos.
No oriente, a ideia de que o imperador bizantino era o líder dos cristãos em todo mundo persistiu entre o clero durante toda a existência do império, mesmo quando o território bizantino estava reduzido praticamente à cidade de Constantinopla. Em 1393, apenas 60 anos antes da queda da capital, o patriarca Antônio IV de Constantinopla escreveu para Basílio I da Moscóvia defendendo a comemoração litúrgica do imperador bizantino nas igrejas russas com o argumento de que ele era o "imperador (basileu) e autocrator dos romanos, ou seja, de 'todos os cristãos'". De acordo com o patriarca Antônio, "não é possível entre os cristãos ter uma igreja e não ter um imperador. Pois o império e a igreja tem grande unidade e comunalidade e não é possível separá-los" e "o sagrado imperador não é como os soberanos e governantes de outras regiões".

## Legado
Depois do cisma entre as igrejas do ocidente e do oriente, vários imperadores tentaram, em épocas diferentes e sem sucesso, reunir a Igreja invocando a noção da unidade cristã numa tentativa de obter o apoio do papa e da Europa ocidental contra os muçulmanos que estavam gradualmente conquistando todo o território imperial. Mas o período das Cruzadas ocidentais contra os muçulmanos já era passado mesmo antes da realização do primeiro dos dois concílios convocados para tratar da reunião.
Segundo Jorge Paquimeres, mesmo quando perseguida pelo imperador, a igreja oriental, "contava os dias até quando seriam capazes de se livrar não de seu imperador (pois não conseguiriam viver sem um imperador mais do que um corpo sem uma cabeça), mas de seus atuais infortúnios". A igreja estatal havia se fundido psicologicamente nas mentes dos bispos orientais de tal forma que eles tinham dificuldades em imaginar o cristianismo sem o imperador.
Na Europa ocidental, por outro lado, a ideia de uma igreja universal ligada ao imperador de Constantinopla foi substituída por outra na qual a sé de Roma era suprema. "Ser membro de uma igreja universal substituiu a cidadania num império universal. Por toda a Europa, da Itália à Irlanda, uma nova sociedade centrada no cristianismo estava se formando".
A Igreja ocidental passou então a enfatizar o termo "católica" em sua identidade, uma afirmação de sua universalidade, enquanto que a oriental passou a enfatizar o termo "ortodoxa", afirmando sua defesa dos verdadeiros ensinamentos de Jesus. Ambas reivindicam a honra de serem a única continuação de uma igreja calcedoniana unida, cujas doutrinas centrais seriam mantidas muito depois por muitas das igrejas que emergiriam da Reforma Protestante, incluindo o luteranismo e o anglicanismo.